# فراسینتو پو
فراسینتو پو (به ایتالیایی: Frassineto Po) یک کومونه در ایتالیا است که در استان آلساندریا واقع شده‌است.

## خصوصیات
فراسینتو پو ۲۹٫۲ کیلومترمربع مساحت و ۱٬۴۶۲ نفر جمعیت دارد و ۱۰۴ متر بالاتر از سطح دریا واقع شده‌است.